# Eero Aarnio
Eero Aarnio (Helsinki, Finlandia, 21 de julio de 1932) es un diseñador finlandés, conocido por su mobiliario innovador durante los años 60, en particular por sus sillones de plástico y fibra de vidrio.

## Biografía
Aarnio estudió en la Universidad de Artes Industriales de Helsinki (actual Universidad Aalto), entre 1954 y 1957. Fundó su estudio en 1962 y desde entonces ha trabajado principalmente como diseñador de interiores y de mobiliario, y en menor medida como fotógrafo y diseñador gráfico.
En la década de 1960 comenzó a experimentar con la fibra de vidrio, explorando las posibilidades formales de este material, combinándolo con formar orgánicas y colores vivos, características que le otorgaron su éxito.
En esta época realiza sus diseños más exitosos, entre los que se encuentran las banquetas Mushroom, creadas en 1962; la silla bola (1962), una esfera acolchada en el interior y apoyada en el piso; y la silla burbuja (1968), una esfera transparente con un asiento en su interior, diseñada para ser colgada del techo.

## Premios y reconocimientos

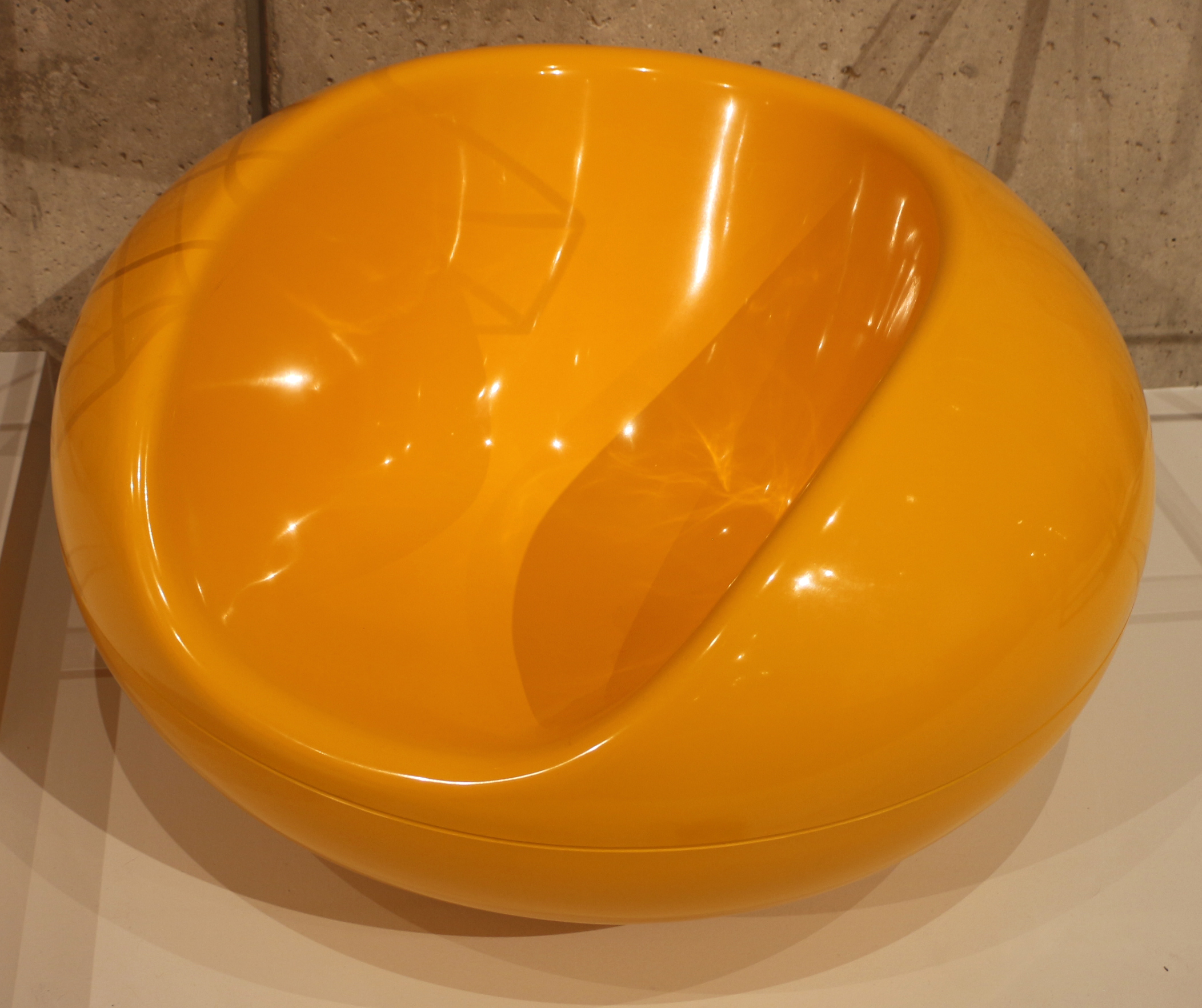
Silla Pastille, uno de sus diseños más conocidos

En 1967 recibió el American Industrial Design Award por su diseño de la silla Pastille, en fibra de vidrio, que puede ser usada en agua. Por esta silla también recibió el premio ADI (Associazione per il Disegno Industriale) en 1968.
Obtuvo el premio Red Dot en 2012 por su lámpara Ghost.